# 安國寺惠瓊

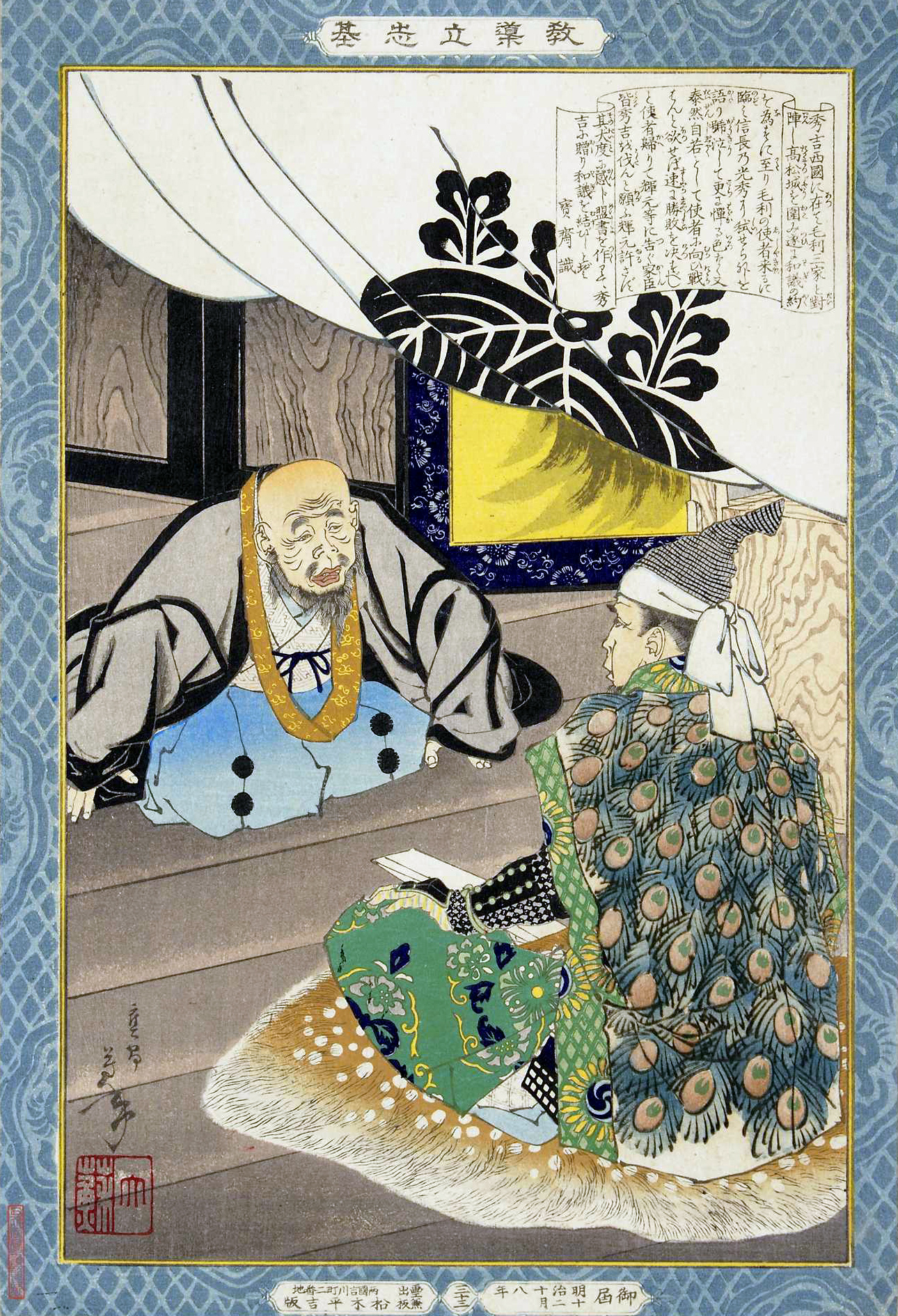
教導立志基三十三：羽柴秀吉」（月岡芳年）

安国寺恵瓊（1539年—1600年11月6日）是日本戰國時代、安土桃山時代的佛教僧侶和大名。父親是武田信重。

## 生涯
於3歲的時候，因為大內氏的入侵，最後使安藝武田氏滅亡，後來被送到安藝國的安國寺（不動院）。之後到京都的東福寺修行，因為是師傅竺雲惠心親近毛利氏的關係，後來成為了毛利氏的外交僧。
不久，他立即發揮外交手腕，與大友家達成了和睦協議。1582年，在羽柴秀吉包圍備中高松城的時候。秀吉收到織田信長在本能寺之變死亡的消息，為了與毛利軍達成議和，與惠瓊交涉。惠瓊看出秀吉必須火速趕回畿內，便提出了對毛利家有利的條件。不過惠瓊也給秀吉面子，讓城主清水宗治切腹。
之後，他判斷天下情勢，開始親近秀吉，保住了毛利家的地位，由於其出色的外交手腕，最後被分封於伊予國六萬石。
安國寺惠瓊曾在1587年（弘治元年）時，奉豐臣秀吉之命，在嚴島神社境內修築經堂以祭奉在征戰九州時陣亡的兵將，也就是今日的千疊閣。千疊閣在秀吉死時尚未完工，並且一直保持此未完工的狀態直至今日。
在豐臣秀吉死後的關原之戰當中，請求毛利輝元加入西軍，其後在南宮山佈陣，得知小早川秀秋叛變後，立即撤退。西軍敗北後，恵瓊一度前往毛利本家的陣地，吉川廣家建議其逃亡鞍馬寺（下間賴廉的女婿－端坊明勝時任本願寺住持），其協助惠瓊藏匿於京都的六条邊、但不幸遭到奥平信昌隊的鳥居信商（長篠之戰使者鳥居強右衛門之子）捕縛，解送到大津的家康陣所。由於是西軍首腦之一，於六条河原與石田三成和小西行長共同斬首示眾，享年62（一說64）。

## 資料參考

### 關聯作品
電視劇
- 山路和弘（『軍師官兵衛』、2014年）